# Фрејзер (Колорадо)
Фрејзер (енгл. Fraser) град је у америчкој савезној држави Колорадо.

## Демографија
По попису из 2010. године број становника је 1.224, што је 314 (34,5%) становника више него 2000. године.
| Група             | 2000.       | 2010.         |
| Белци             | 841 (92,4%) | 1.021 (83,4%) |
| Афроамериканци    | 8 (0,9%)    | 5 (0,4%)      |
| Азијати           | 8 (0,9%)    | 11 (0,9%)     |
| Хиспаноамериканци | 30 (3,3%)   | 167 (13,6%)   |
| Укупно            | 910         | 1.224         |